# Luna neagră
Luna neagră (titlu original: Black Moon Rising) este un film american din 1986 thriller de acțiune științifico-fantastic regizat de Harley Cokliss, scris de John Carpenter și cu Tommy Lee Jones, Linda Hamilton, Robert Vaughn, Keenan Wynn și Richard Jaeckel în rolurile principale. Intriga se învârte în jurul furtului unui prototip de vehicul numit Luna Neagră.

## Distribuție
- Tommy Lee Jones - Sam Quint
- Linda Hamilton - Nina
- Robert Vaughn - Ed Ryland
- Richard Jaeckel - Earl Windom
- Bubba Smith - Agent Johnson
- Dan Shor - Billy Lyons
- Keenan Wynn - Iron John
- Lee Ving - Marvin Ringer
- William Sanderson - Tyke Thayden
- Nick Cassavetes - Luis
- Don Keith Opper - Emile French